# Theta Hydrae
Theta Hydrae (22 Hydrae) é uma estrela na direção da constelação de Hydra. Possui uma ascensão reta de 09h 14m 21.79s e uma declinação de +02° 18′ 54.1″. Sua magnitude aparente é igual a 3.89. Considerando sua distância de 129 anos-luz em relação à Terra, sua magnitude absoluta é igual a 0.91. Pertence à classe espectral B9.5V.